# Galhyeon-dong, Gwacheon
Galhyeon-dong (koreanska: 갈현동) är en stadsdel i staden Gwacheon i provinsen Gyeonggi i den nordvästra delen av Sydkorea, 17 km söder om huvudstaden Seoul.